# Collado del Cóndor
Collado del Cóndor o Pico El Águila es un monumento e hito como punto a mayor altura de la carretera Trasandina (troncal 7) en el estado Mérida, Venezuela. Es un punto de parada obligatorio para quienes transcurren por el Páramo Merideño.
Se producen nevadas ocasionales, siendo estas con mayor frecuencia entre finales de julio y principios de agosto, aunque a veces se prolongan hasta finales de este mes. Cuando ocurren, el páramo y su carretera se cubre de un manto blanquecino.
Por otra parte, y debido a su gran altura, la temperatura media en el Pico El Águila o Collado del Cóndor, es de unos 5 °C, pudiendo en ocasiones llegar hasta los -3 °C en tiempo de nevada, conviene llevar ropa adecuada para el clima. Debido a su gran altitud, el nivel de oxígeno en la atmósfera es mucho menor, lo que puede traer como consecuencia síntomas como dificultad al respirar, dolores de cabeza o inclusive el conocido Mal de páramo.

## Historia

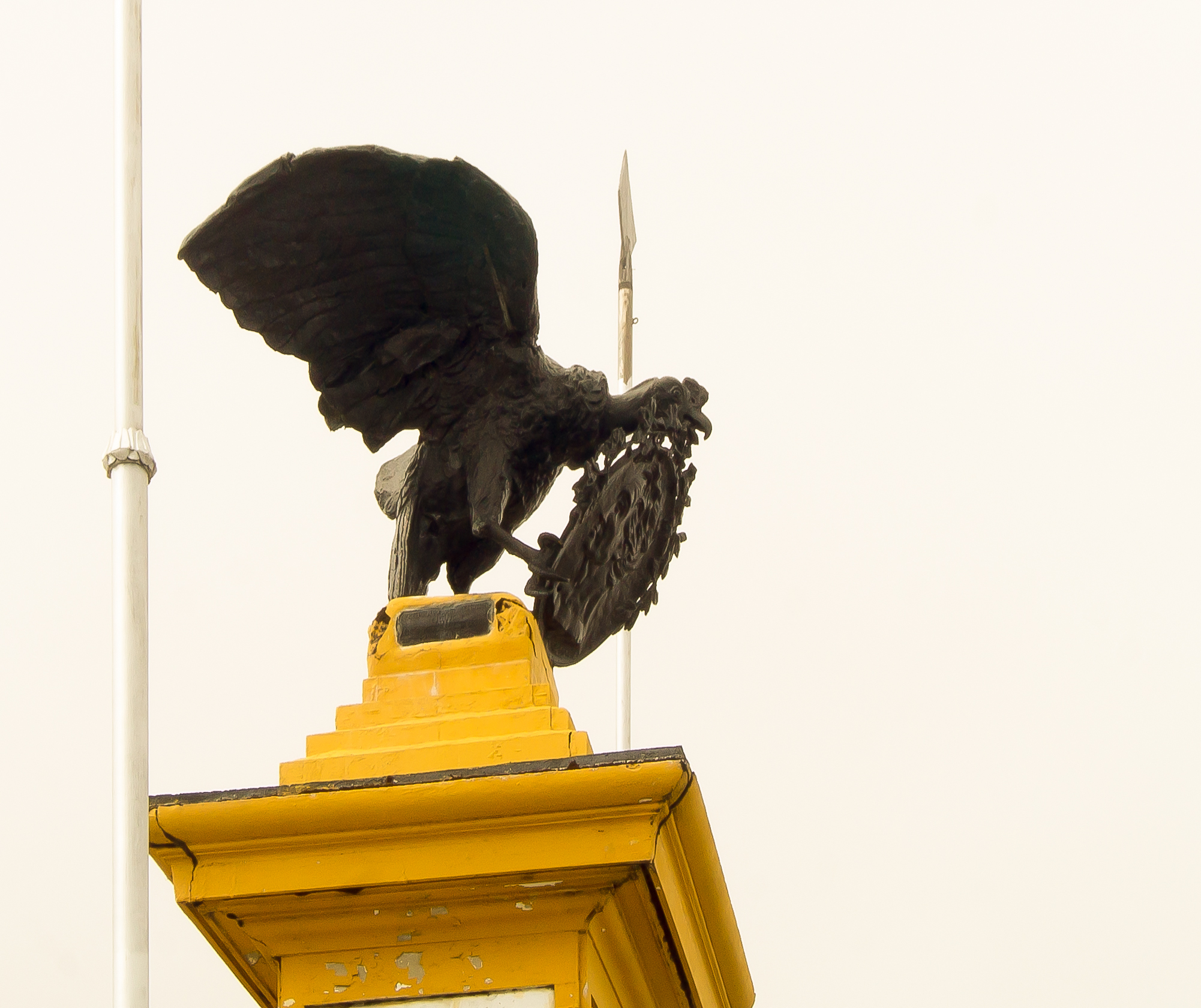
Monumento El Collado de Cóndor, ubicado a 4118

El monumento conmemora el paso del Libertador Simón Bolívar por los Andes en 1813 en la conocida como "Campaña Admirable". El monumento fue esculpido por el colombiano Marcos León Mariño en el año 1925, representa un Cóndor Andino con las alas abiertas hecho en bronce.
En una de las placas del monumento se lee: 
"1813. Por aquí bajó el aliento de la guerra cruzando selvas y trepando cerros, pasó la libertad."

## Ubicación
El Pico El Águila se encuentra en la ecorregión de los Páramos, ubicada en la Cordillera de los Andes, en el Parque Nacional Sierra de La Culata, en la Carretera Trasandina, específicamente en el punto de mayor altura de la misma (4118 m s. n. m.). Delimitado por las poblaciones de Timotes y Apartaderos, estado Mérida, al occidente de Venezuela.